# Магдалена Тул
Магдалена Ева Тул (пол. Magdalena Ewa Tul; нар. 29 квітня 1980), також відома як Lady Tullo — польська поп-співачка.

## Біографія
Магдалена народилась 29 квітня 1980 року в місті Гданськ. У 2000 році переїхала до Варшави, де вона виступала в мюзиклах «Мастило» та «Коти». У 2004 році брала участь у польському відборі на Євробачення з піснею «Full of Life» («Повна життя»), але зайняла на ньому лише дев'яте місце. Однак 14 лютого 2011 року співачці вдалося виграти попередній відбір з піснею «Jestem» («Я»). За її пісню голосували 44,47 % телеглядачів (за допомогою телефонного та SMS-голосування). Однак 14 лютого було повідомлено, що Магдалена поїде на майбутній конкурс з піснею «First Class Ticket to Heaven» («Першим класом в рай»), але невдовзі це було спростовано.
У 2001 році співачка створила власний проєкт. Вона почала виступати під псевдонімом Lady Tullo. Виступи виконавиці виявилися достатньо вдалими. У листопаді 2005 року на фестивалі Universtalent у Празі вона здобула дві головні нагороди: за найкращу пісню та за найкращу співачку.
У червні 2006 року Lady Tullo пройшла до півфіналу конкурсу Top-Trendy. Міжнародний фестиваль Unisong у США також став ще одним успіхом у її кар'єрі, оскільки вона отримала премію в категорії Performance (Artist & Song).

## Дискографія

### Альбоми
| Рік  | Назва                                                                                  |
| ---- | -------------------------------------------------------------------------------------- |
| 2007 | V.O.H. - The Victory of Heart - Дата прем'єри: 13 серпня 2007 - Лейбл: Loud Tally RCDS |

### Сингли
| Рік    | Назва           |
| ------ | --------------- |
| 2004   | Full of Life    |
| 2005   | Idź swoją drogą |
| 2006   | Find the Music  |
| 2007   | Tryin'          |
| 2010   | Nie ma jej      |
| Jestem |                 |
| 2011   | Present         |